# باشگاه فوتبال لیگا دپورتیوا آلاخولنسه
باشگاه فوتبال لیگا دپورتیوا آلاخوئلنسه (انگلیسی: Liga Deportiva Alajuelense) یک باشگاه فوتبال است که در شهر آلاخوئلا کشور کاستاریکا پایه‌گذاری شده‌است.

## افتخارات

### داخلی
- لیگ برتر کاستاریکا: ۳۰ قهرمانی
- مسابقات قهرمانی شورت کاستاریکا: ۹ قهرمانی
- جام حذفی کاستاریکا: ۱۱ قهرمانی
- سوپر جام کاستاریکا: ۲ قهرمانی

### بین‌المللی
لیگ قهرمانان کونکاکاف:
- ۲ قهرمانی: ۱۹۸۶، ۲۰۰۴
- ۳ نایب قهرمانی: ۱۹۷۱، ۱۹۹۲، ۱۹۹۹

لیگ کونکاکاف:
- ۱ قهرمانی: ۲۰۲۰

- ۱ نایب قهرمانی: ۲۰۲۲

جام آمریکای مرکزی:
- ۱ قهرمانی: ۲۰۲۳

جام اونکاف اینترکلوب: ۱۷ حضور
- ۳ قهرمانی: ۱۹۹۶، ۲۰۰۲، ۲۰۰۵
- ۲ نایب قهرمانی: ۱۹۹۹، ۲۰۰۰

کوپا اینترامریکانا: ۱ حضور
- ۱ نایب قهرمانی: ۱۹۸۸، ۱۹۹۲

قهرمانی آمریکای مرکزی:
- ۲ قهرمانی: ۱۹۷۰

قهرمانی آمریکای مرکزی و کارائیب:
- ۱ قهرمانی: ۱۹۶۱

## بازیکنان برجسته
- برایان رویز
- کارلوس کاسترو مورا
- جوئل کمپل